# (762) Pulcova
(762) Pulcova – planetoida z pasa głównego asteroid.

## Odkrycie
(762) Pulcova została odkryta 3 września 1913 roku w Obserwatorium Simejiz na górze Koszka na Półwyspie Krymskim przez Grigorija Nieujmina. Nazwa pochodzi od obserwatorium astronomicznego w Pułkowie koło Petersburga. Przed nadaniem nazwy planetoida nosiła oznaczenie tymczasowe (762) 1913 SQ.

## Orbita planetoidy
Planetoida ta krąży w średniej odległości ok. 3,16 au od Słońca. Jej trajektoria jest elipsą o mimośrodzie 0,09. Wykonuje jeden obieg wokół Słońca w ciągu 5 lat i 229 dni. Orbita (762) Pulcova nachylona jest pod kątem 13,04° do płaszczyzny ekliptyki.

## Właściwości fizyczne
Średnica tego obiektu wynosi 137 kilometrów. Jest to planetoida typu C, posiadająca albedo 0,045. Jej jasność absolutna to 8,28m. Obrót wokół własnej osi zajmuje tej planetoidzie ponad 5 godzin i 50 minut.

## Księżyc planetoidy
(762) Pulcova posiada swój księżyc, który oznaczono prowizorycznie S/2000 (762) 1. Ma on wielkość około 15–20 km i obiega ciało centralne w odległości około 810 km i czasie około czterech dni.